# Костшина (Нижньосілезьке воєводство)
Костшина (пол. Kostrzyna, нім. Trattlau) — село в Польщі, у гміні Зґожелець Зґожелецького повіту Нижньосілезького воєводства.
Населення — 153 особи (2011).
У 1975-1998 роках село належало до Єленьоґурського воєводства.

## Демографія
Демографічна структура станом на 31 березня 2011 року:
|          | Загалом | Допрацездатний вік | Працездатний вік | Постпрацездатний вік |
| -------- | ------- | ------------------ | ---------------- | -------------------- |
| Чоловіки | 77      | 21                 | 51               | 5                    |
| Жінки    | 76      | 19                 | 39               | 18                   |
| Разом    | 153     | 40                 | 90               | 23                   |

## Галерея

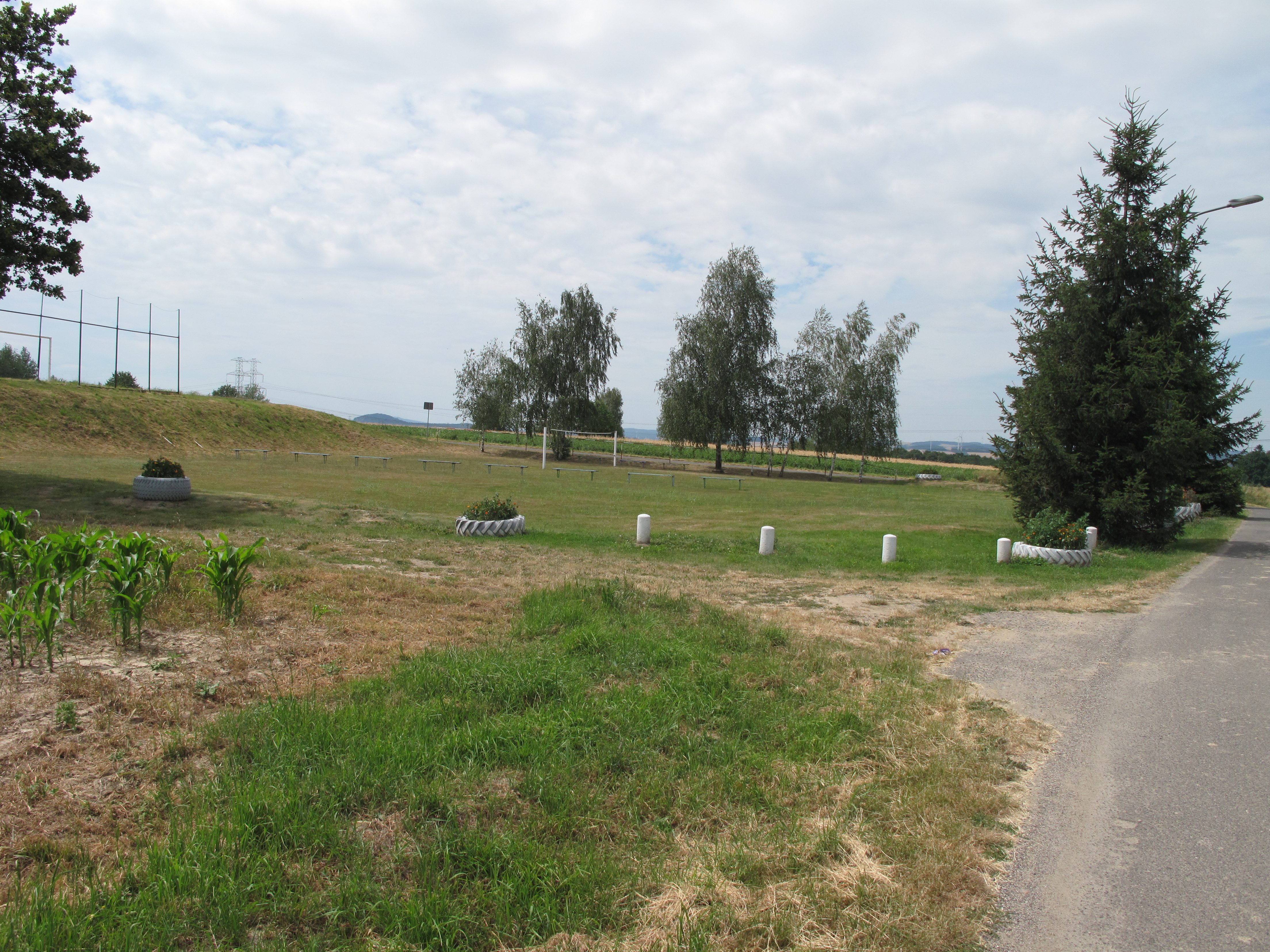
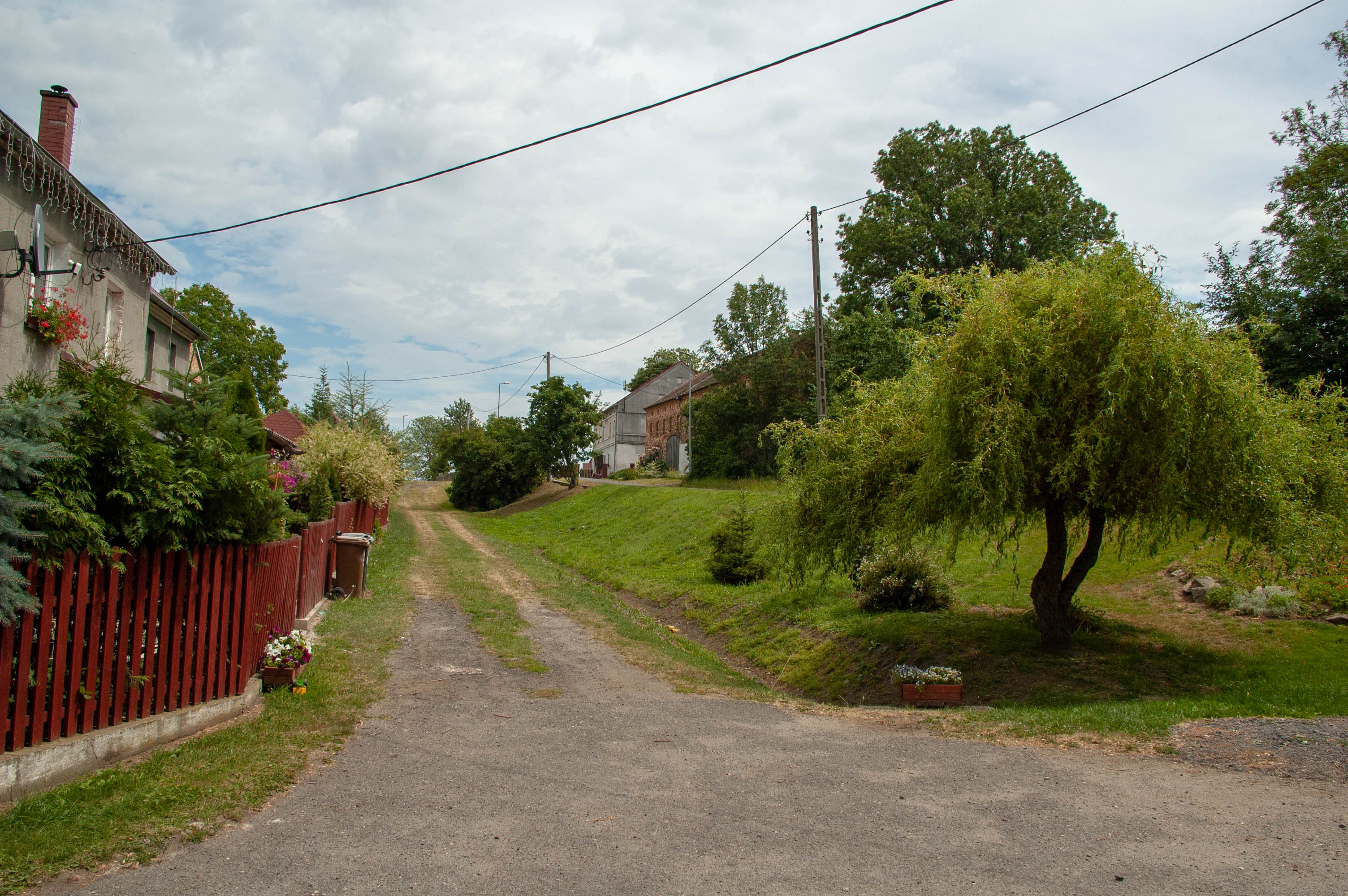
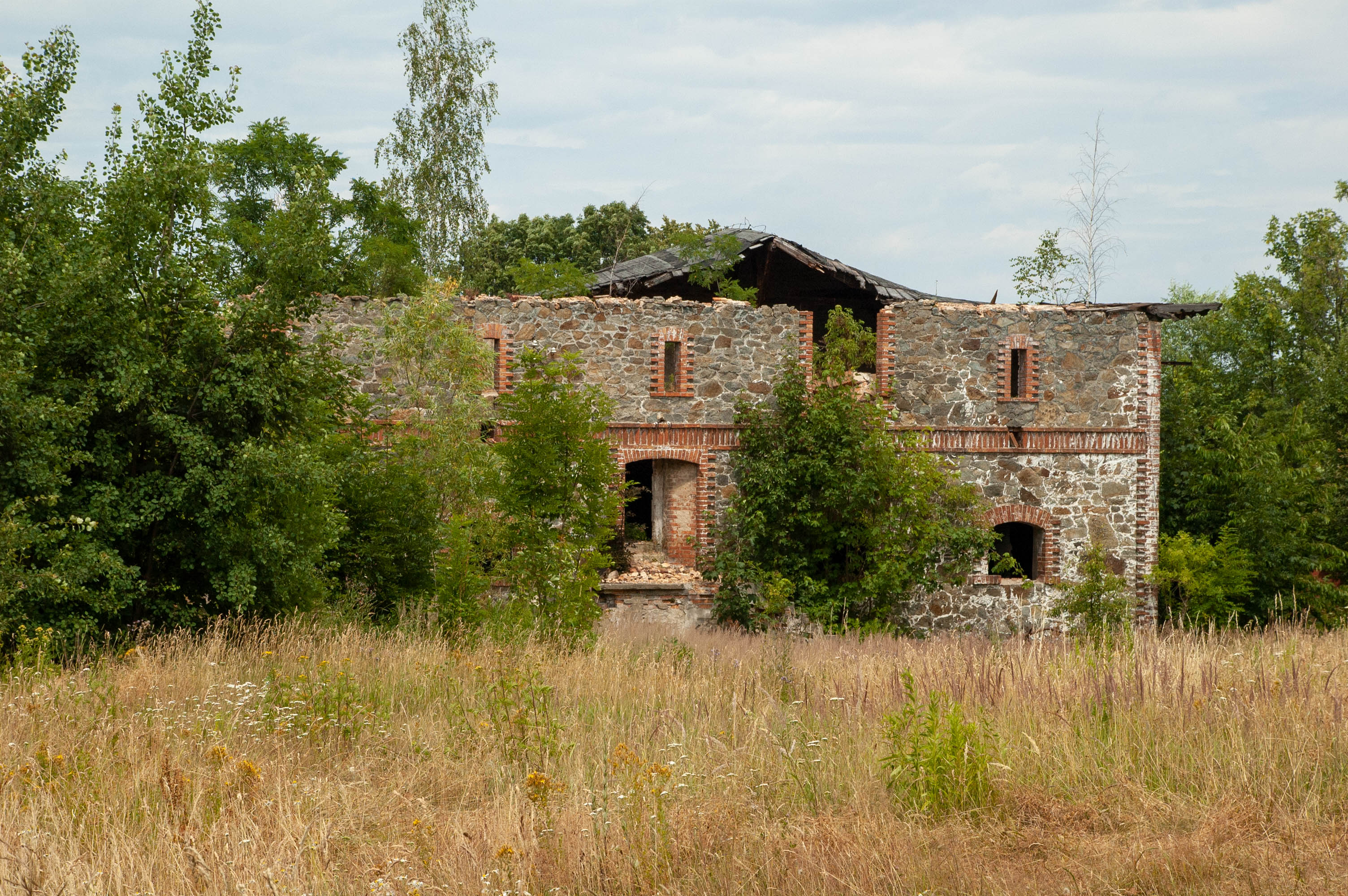
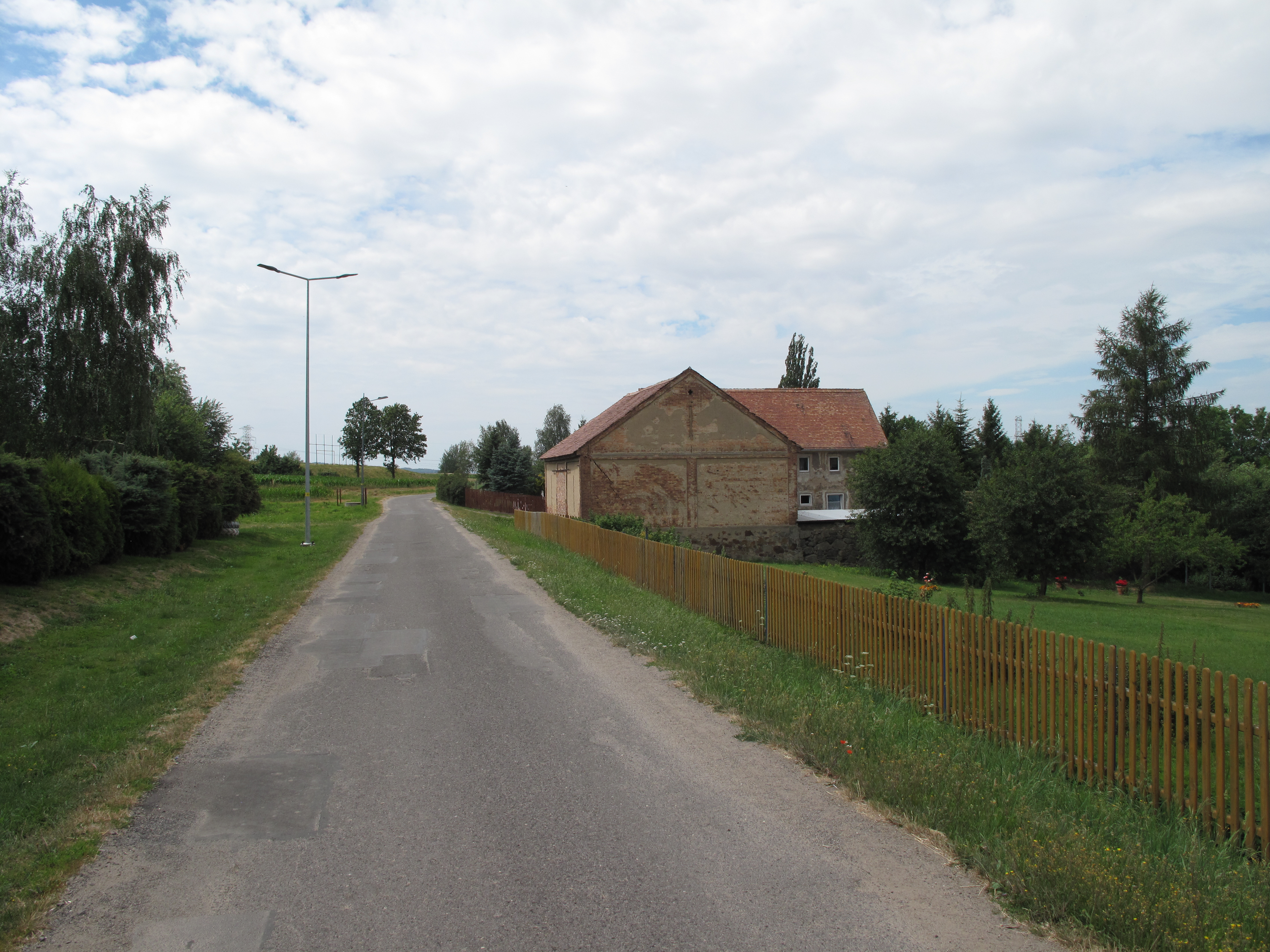